# حرمل منتصب
حرمل منتصب أو أُربية منتصبة أو حرمل  (هكذا يُسمى في الخليج) (الاسم العلمي: Rhazya stricta)، هو نبات سام موطنه الأصلي في جنوب إيران وأفغانستان وباكستان والهند والعراق والإمارات العربية المتحدة وسلطنة عمان واليمن والسعودية. وهي جُنَيبَة قزمة دائمة الخضرة من فصيلة الدفلية.